# وی‌کی‌جی
وی‌کی‌جی (انگلیسی: VKG) شرکت برق استونیایی است، که در سال ۱۹۹۳ تأسیس شد.